# Fritz-Gerd Mittelstädt

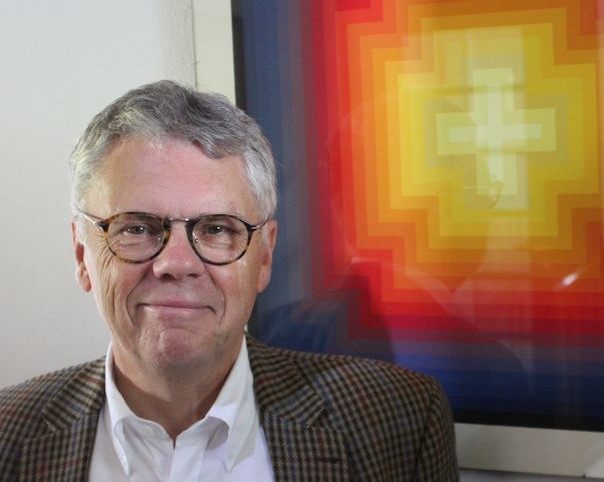
Fritz-Gerd Mittelstädt (2022)

Fritz-Gerd Mittelstädt (* 1948 in Bielefeld) war ein Gymnasiallehrer und ist Lehrbeauftragter für Geographiedidaktik am Institut für Geographie der Universität Osnabrück.

## Leben
Nach dem Abitur 1967 studierte Fritz-Gerd Mittelstädt die Fächer Romanistik (Französisch und Italienisch) sowie Geographie, Philosophie und Pädagogik. 1972 legte er das 1. Staatsexamen in Geographie und Französisch ab. Anschließend war er Studienreferendar am Studienseminar in Bielefeld und am Ratsgymnasium Bielefeld. 1974 folgte das 2. Staatsexamen. Mittelstädt wurde Studienassessor am Gymnasium Melle und 1976 Studienrat ebenda. 1978 wurde er Mitglied des Staatlichen Prüfungsamtes für Lehrämter im Bereich der Universität Osnabrück. 1979 folgte die Promotion zum Dr. phil. an der Universität Münster und die Mitarbeit in der einphasigen Lehrerausbildung der Universität Osnabrück.
1980 wurde Mittelstädt Oberstudienrat und Fachobmann für das Fach Französisch, später Fachobmann für das Fach Erdkunde am Gymnasium in Melle. 1982 übernahm er die Herausgabe des Meller Jahrbuchs „Der Grönegau“. 1983 folgte die Berufung zum Lehrbeauftragten an der Universität Bremen und 1984 als Prüfer zur 1. Staatsprüfung im Lehramt an öffentlichen Schulen der Freien Hansestadt Bremen. 1987 erfolgte die Beförderung zum Studiendirektor am Meller Gymnasium. Ab 1991 wurde er Mitglied in den Kommissionen RRL und EPA Erdkunde des Niedersächsischen Kultusministeriums und wurde in die Planungsgruppe Erdkunde des Niedersächsischen Landesinstitutes für Lehrerfortbildung, Lehrerweiterbildung und Unterrichtsforschung berufen.
1997 wurde Mittelstädt Lehrbeauftragter der Universität Osnabrück und 2002 kommissarischer Fachberater für das Fach Erdkunde der Bezirks-Regierung Weser-Ems. 2005 erfolgte die Berufung zum Honorarprofessor für Geographiedidaktik an der Universität Osnabrück. Nach dem Eintritt in den Ruhestand und der Beendigung seiner Tätigkeit als stellvertretender Leiter des Instituts für Geographie im September 2014 setzte er im Oktober desselben Jahres seine Lehrtätigkeit als Lehrbeauftragter am IfG fort.

## Auszeichnungen
- 29. Juni 2022: Auszeichnung des Landschaftsverbandes Osnabrücker Land (LVO) durch die Präsidentin und Oberbürgermeisterin der Stadt Osnabrück Katharina Pötter.[3]
- 11. September 2022: Verleihung der Ehrenmedaille der Stadt Melle durch Bürgermeisterin Jutta Dettmann.[4]

## Schriften (Auswahl)
- Amour-poison. Landschaftsmotive und Liebesbeziehungen zwischen Realität und Fiktion. Guillaume Apollinaire: "Les colchiques", in: Literatur in Wissenschaft und Unterricht, VIII, 1975, S. 89–96.
- Räumliche Organisation im Grönegau. Ursachen von Beharrung und Wandel. Münster 1979.
- Architektur als Raum, ein Gestaltelement im Raum – ein geographischer Zugang zur Baukunst und Architekturgeschichte, in: Mensch und Raum (Hrsg.: H. Köck). = Hildesheimer Beiträge zu den Erziehungs- und Sozialwissenschaften. Studien, Texte, Entwürfe (Hrsg.: G. Leder u. a.), Bd. 25. Hildesheim, Zürich, New York 1987, S. 256–268.
- Die Straßburger Neustadt – eine siedlungsgeographische Interpretation als Beitrag zur historisch-politischen Ikonologie der historischen Stadtgestalt des ausgehenden 19. Jahrhunderts, in: Probleme der Regionalstruktur Frankreichs (Hrsg.: J. Maier), S. 69–95. = Arbeitsmaterialien zur Raumordnung und Raumplanung, H. 70. Bayreuth 1989.
- Demographische Situation und Bevölkerungspolitik in der VR China, in: Materialien zum Kursunterricht Geographie. Beispiele für Kursarbeiten in der Sekundarstufe II (Hrsg.: D. Börsch u. U. Brameier), Teil 2 (2. Aufl.), Köln 1993, S. 48–56.
- Raumerschließung durch Bergbau und Industrie – die KrasnojarskRegion als Beispiel, in: Materialien-Handbuch Geographie (Hrsg.: U. Brameier u. N. von der Ruhren), Bd. 3 (Hrsg.: N. von der Ruhren), Köln 1997, S. 81–89.
- Kulturräume der Erde im Spiegel ihrer Städte: Europa und der Orient. Ein Lehrbuchkapitel im Kontext von Leitzielen geographischen Lernens und von Schlüsselproblemen zur didaktischen Legitimation für die Stadtgeographie in der Sekundarstufe I, in: Geographie und Schule, 21, H. 122, 1999, S. 43–47.
- Geographiedidaktik vor 100 Jahren und heute. Persistenz und Wandel in Legitimation und Curriculum. Eine Gegenüberstellung anlässlich der Lektüre eines Textes zur Schulrevision aus dem Jahre 1897, in: E. Schallhorn (Hrsg.): Didaktik und Schule. Dieter Richter zum 65. Geburtstag am 18. September 2000. = Verband Deutscher Schulgeographen e. V. Schriften Nr. 5, Bretten 2009, S. 98–110.
- Der Alentejo – eine Krisenregion in Europa, in: Materialien-Handbuch Geographie (Hrsg.: U. Brameier u. N. von der Ruhren), Bd. 7 (Hrsg.: U. Brameier), Köln 2002, S. 185–195.
- Geographiedidaktik im Jahr der Geisteswissenschaften. Versuch einer epistemologischen Positionsbestimmung für den Erdkundeunterricht, in: Geographie und Schule, 29, H. 167, 2007, S. 33–35.
- Der Raum als geographiedidaktisches Polylemma, in: Geographie und ihre Didaktik, 39, H. 3, 2011, S. 140–143.
- Eine Verteidigung der Heimatkunde. Exemplarisches Lernen ist der einzige Weg zur Bildung in Zeiten des Informationsüberflusses: Warum nicht das Nächstliegende nehmen?, in: Frankfurter Allgemeine Zeitung, 6. November 2013, S. N 5.
- Fritz-Gerd Mittelstädt; Karsten Mosebach: Schlösser & Burgen im Osnabrücker Land : ausgewählte Monographien in Texten und Bildern. Hrsg.: Landkreis Osnabrück. Meinders & Elstermann, Belm 2013, ISBN 978-3-88926-030-7 (186 S.).
- Kirchen & Kirchenburgen im Osnabrücker Land. Ausgewählte Monographien in Texten und Bildern. Schriften zur Kulturgeschichte des Osnabrücker Landes, Bd. 21 (Hrsg.: Landkreis Osnabrück). Belm 2015.
- Der höchste Berg Europas oder Geographische Orientierung und ihre gesellschaftlich-politische Bedeutung, in: Das Gymnasium in Bayern, Nr. 2, 2017, S. 23–25.
- Auswirkungen der Reformation in der Stadt Melle, in: Der Grönegau, Meller Jahrbuch 2018, Bd. 36 (Hrsg.: F.-G. Mittelstädt), Osnabrück 2017, S. 38–52.
- Was verstehen wir heute unter Heimat? Ein tradierter Raumbezug in seiner aktuellen Bedeutungsvielfalt, in: Heimat-Jahrbuch Osnabrücker Land 2019, Bramsche 2018, S. 10–16.
- Bau und Botschaft(en). Die St.-Petri-Kirche in Melle. Melle 2019.
- Erdkunde als schulisches Integrationsfach. Didaktische Chancen und fachliche Herausforderung für vernetztes Denken und Handeln in räumlichen Kategorien, in: Profil. Das Magazin für Gymnasium und Gesellschaft, Pädagogik & Hochschul-Verlag, Düsseldorf 1–2/2022.